# Distichopathes
Distichopathes is een geslacht van neteldieren uit de klasse van de Anthozoa (bloemdieren).

## Soorten
- Distichopathes disticha Opresko, 2004
- Distichopathes filix (Pourtalès, 1867)